# Поукок, Ричард
Ричард По́укок (англ. Richard Pococke) — английский писатель-путешественник и англиканский епископ в Ирландии.
Ричард Поукок обучался в Колледже Корпус-Кристи, по окончании которого он получил степень бакалавра права. Он совершил экспедицию в Египет и последовал вниз по течению Нила. Он написал путевые заметки о своих впечатлениях на Востоке, известным стал его рассказ о Долине царей. Он снял первые планы ряда вскрытых гробниц, в т. ч. Рамсеса II, Мернептаха, Сети II, женщины-фараона Таусерт. Он также опубликовал отчёты о своих поездках в Ирландию и Шотландию.
В 1742 году он был избран членом Королевского общества. С 1756 по 1765 год он был епископом Оссори в Ирландии.

## Труды
- A Description of the East and Some other Countries, I: Descripción de Egipto. Londres. 1743.
- A Description of the East and Some other Countries, II: Descripción de Palestina, Líbano, Siria, Mesopotamia, Chipre, Creta, Tracia, Grecia y varias regiones de Europa occidental.